# Kristina Söderbaum
Beata Margareta Kristina Söderbaum (ur. 5 września 1912, zm. 12 lutego 2001) – niemiecka aktorka filmowa pochodzenia szwedzkiego. Znana przede wszystkim z udziału w nazistowskich fabularnych filmach propagandowych, w tym w superprodukcji Kolberg (1945), kręconych przez jej męża Veita Harlana.

## Filmografia
- 1934: Hur behandlar du din hund? jako dziewczyna
- 1939: Droga do Tylży jako Elske Settegast
- 1940: Żyd Süss jako Dorothea Sturm
- 1942: Złote miasto jako Anna Jobst
- 1944/45: Kolberg jako Maria
- 1958: Będę cię na rękach nosił jako Ines Thormlen
- 1993: Nocny pociąg do Wenecji jako starsza kobieta

## Nagrody
Za rolę Anny Jobst w filmie Złote miasto (1942) została uhonorowana Pucharem Volpiego dla najlepszej aktorki na 10. MFF w Wenecji.